# ティーバッグ

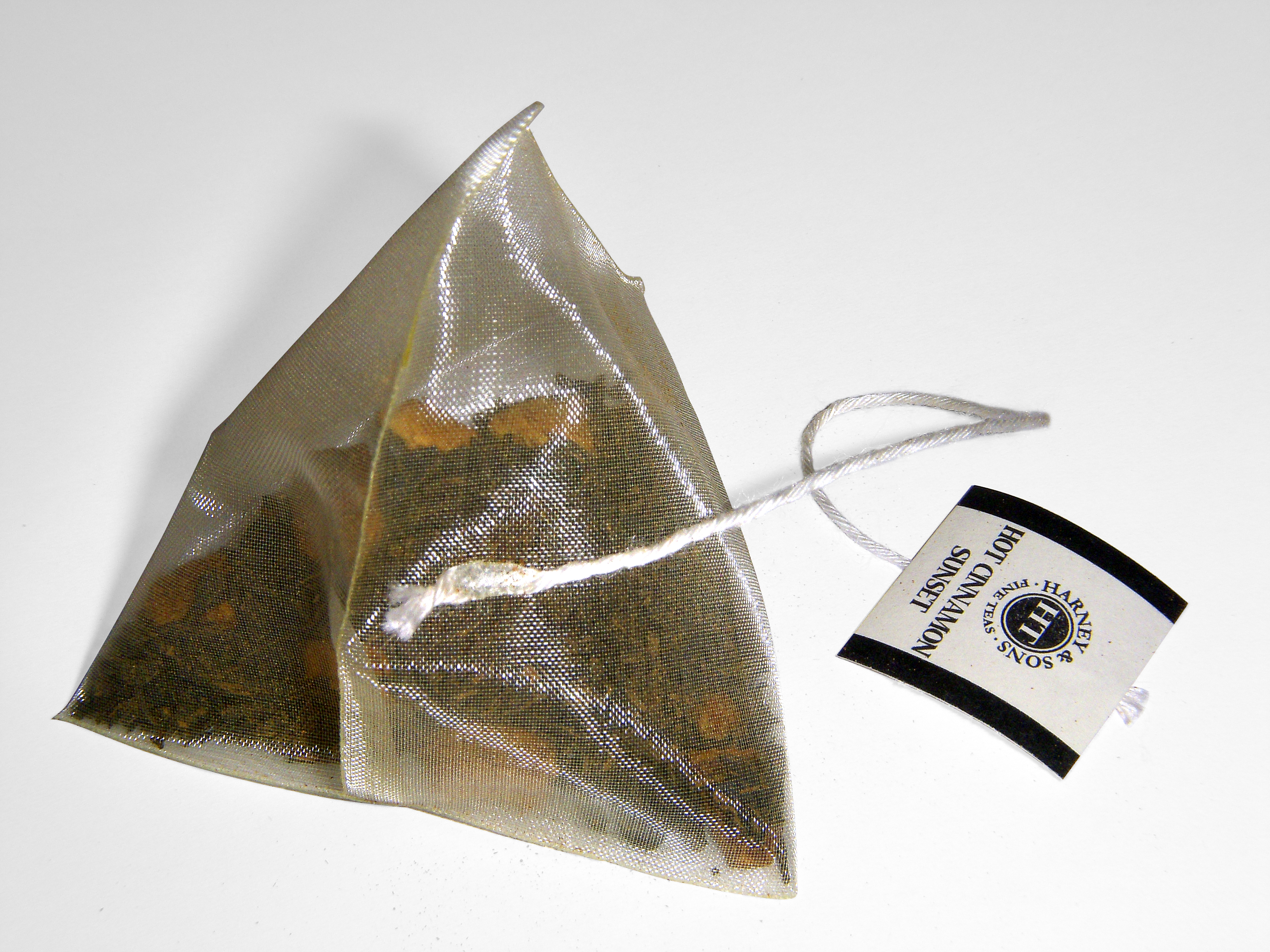
ナイロン製ピラミッド型ティーバッグ

ティーバッグ（Tea bag）は、紅茶の葉か抽出物を含む小さな袋である。紅茶を抽出した後に茶漉しを使うことなくお茶を飲むことができるようになっている。

## 概要

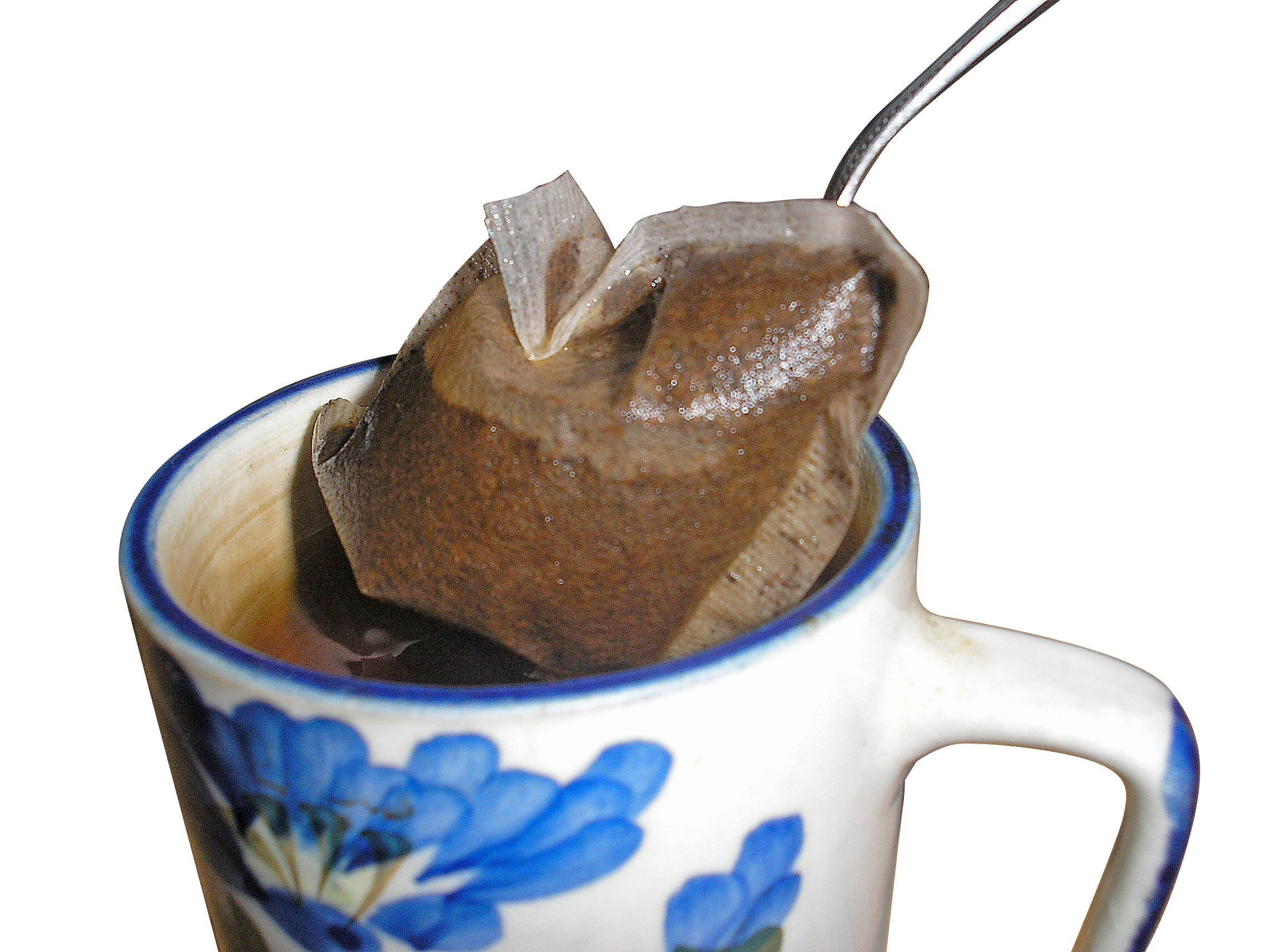
紅茶から出されたティーバッグ

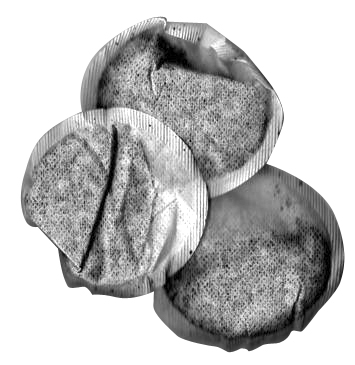
円形のティーバッグ

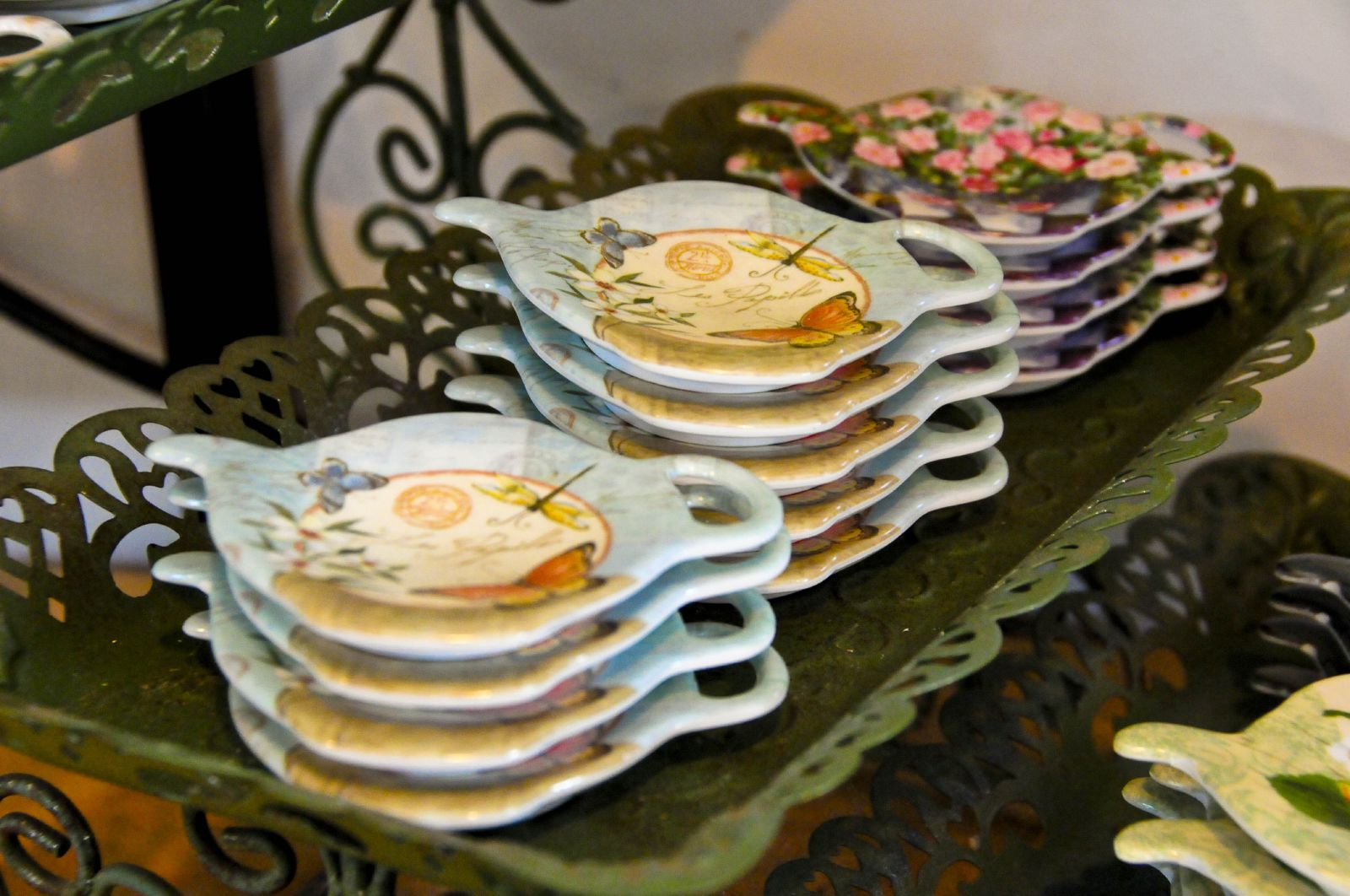
ティーバッグ置き

これらは、簡便に茶を淹れるために利用されているもので、合成繊維などからなる布ないし不織布の袋に茶の葉が封入されており、これを熱湯に浸したり煮出したりして利用する。紅茶の葉が入っているものが一般に多く流通しているが、後述するように紅茶以外の製品もみられる。
イギリスやアメリカ、日本、ヨーロッパなどでは1杯ずつ抽出できるものが一般的であるが、カナダではティーポットに入れて使う大柄なティーバッグが主流である。
日本では紅茶だけでなく緑茶など他の茶のティーバッグも存在するほか、ヨーロッパでは果物やハーブティなど多様なティーバッグが存在する。近年では中国茶もティーバッグで販売されているものもあり、多様である。
またこの他、出来合いのものだけではなく、消費者が任意の内容物を入れて使うための不織布の袋も見られ、この使い捨ての製品は、大判のものでは出汁を取るためにも利用される。

## 沿革
ティーバッグは1908年にコーヒー貿易商であるトーマス・サリヴァンによって偶然に発明されたというのが定説となっている。商品サンプルの紅茶の葉を絹（木綿とも）の袋に詰めて小売業者に送ったところ、そういう商品だと勘違いされて、その袋のままお湯につけて紅茶を煮出してしまったのである。それがティーバッグの始まりと言われている。
やがてティーバッグの素材はろ紙に代わり、1920年にはアメリカのクリーガーがティーバッグの生産を始め、1920年代には、ティーバッグは広くアメリカで販売されている。1950年代からイギリスでも販売されたものの最初のうちは人気がなく1963年には3%ほどのシェアにとどまっていたが、時代と共に徐々に浸透していき、2001年現在ではイギリスで消費される紅茶の90%はティーバッグを使って作られている。
日本では1965年ごろより10年ほどかけて普及するようになった。最初は麦茶のティーバッグという形であった。なお、この時の麦茶のティーバッグは2025年現在も同じ形態で販売されている。

## 現況
適切に製造されたティーバッグは、お茶の葉が遊泳する適度な空間があり、美味しい紅茶を抽出することができる。しかし、雑多な種類から適当に混ぜられた小さな固い葉が入れられている場合、タンニンが多く抽出されてしまい渋い紅茶になってしまう。
従来のティーバッグは四角、もしくは角ばった形である。しかし、最近では丸みの帯びたものや、いわゆるテトラパック（三角錐）型のティーバッグが売り出されている。